# Mieczysław Cybiński
Mieczysław Cybiński (ur. 29 kwietnia 1902 w Krotoszynie, zm. w 1979) – polski artysta fotograf. Członek Związku Polskich Artystów Fotografików. Członek założyciel oddziału Polskiego Towarzystwa Fotograficznego w Katowicach.

## Życiorys
Mieczysław Cybiński był aktywnym animatorem działalności katowickiego środowiska fotograficznego. Zdał maturę w 1922 roku w Kępnie. W 1934 roku był (wspólnie z Józefem Hawliczkiem, Aleksandrem Bushem, Wojciechem Wytrychem) członkiem założycielem Śląskiego Towarzystwa Miłośników Fotografii. W 1946 roku był współzałożycielem oddziału Polskiego Towarzystwa Fotograficznego w Katowicach, gdzie od 1949 roku pełnił funkcję wiceprezesa. Od 1950 roku był wykładowcą w Technikum Fototechnicznym w Katowicach. W 1951 roku został przyjęty w poczet członków Związku Polskich Artystów Fotografików, gdzie od 1952 roku pełnił funkcję sekretarza ówczesnej Delegatury ZPAF w Katowicach – w 1975 roku przekształconej w Okręg Śląski ZPAF, w którym (w 1975 roku) pełnił obowiązki prezesa Zarządu.
Mieczysław Cybiński jest autorem i współautorem wielu wystaw fotograficznych; indywidualnych, zbiorowych; krajowych i międzynarodowych, w Polsce i za granicą oraz współorganizatorem wielu wystaw (w zdecydowanej większości prezentowanych w ramach działalności w Śląskim Towarzystwie Miłośników Fotografii) – m.in. wystawy fotografii radzieckiej w 1935 roku w Katowicach. Na przełomie lat 1977/1978 roku był współzałożycielem pierwszej stałej galerii fotograficznej – „Galerii Katowice”.
Mieczysław Cybiński zmarł w 1979 roku.